# Olympische Jugend-Sommerspiele 2010/Teilnehmer (Libyen)
| Gelbes Symbol für Goldmedaillen mit stilisierten Olympischen Ringen | Graues Symbol für Silbermedaillen mit stilisierten Olympischen Ringen | Braundes Symbol für Bronzemedaillen mit stilisierten Olympischen Ringen |
| ------------------------------------------------------------------- | --------------------------------------------------------------------- | ----------------------------------------------------------------------- |
| —                                                                   | —                                                                     | —                                                                       |

Die Jugend-Olympiamannschaft aus Libyen für die I. Olympischen Jugend-Sommerspiele vom 14. bis 26. August 2010 in Singapur bestand aus sieben Athleten.

## Athleten nach Sportarten

### Gewichtheben
Jungen
- Maraj Tubal
Leichtgewicht: 8. Platz

### Judo
Jungen
- Anis Shalabi
Klasse bis 81 kg: 9. Platz
Mixed: 5. Platz (im Team Hamilton)

### Leichtathletik
Mädchen
- Entisar Shushan
1000 m: 27. Platz

### Reiten
- Abduladim Mlitan
Springen Einzel: 9. Platz
Springen Mannschaft: Bronze  (im Team Afrika)

### Schießen
Mädchen
- Majduleen Milud
Luftgewehr 10 m: 20. Platz

### Schwimmen
Jungen
- Sofyan El-Gadi
100 m Schmetterling: 29. Platz
200 m Schmetterling: 21. Platz

### Taekwondo
Jungen
- Taha Madnini
Klasse bis 63 kg: 9. Platz